# Catoptria falsella
Espèce
Le Crambus douteux, Catoptria falsella, est une espèce de lépidoptères (papillons) de la famille des Crambidae. On le trouve en Europe.
L'envergure de l'imago est de 10 à 24 mm. Il vole de juin à septembre selon les endroits.
Les chenilles se nourrissent sur diverses espèces de mousses, notamment Tortula muralis.

## Galerie

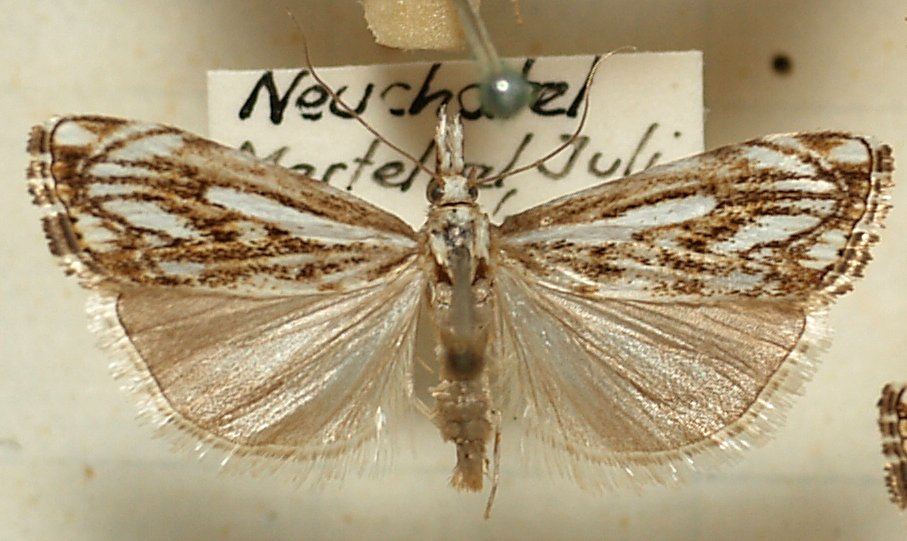